# Konrad von Morsleben
Konrad von Morsleben und Horneburg war Graf von Morsleben.

## Ehe und Kinder
Er heiratete Amulrada (* um 970), die Tochter des Grafen Erp und Schwester des Waltard.
- Konrad; wurde Kanoniker in Magdeburg
- Adalbert
- Suitger (* 1005 in Hornburg); wurde Papst Clemens II.
- (Dignamenta-Margarete ⚭ Dietrich von Ammensleben ?)